# Měřič kapacity
Měřič kapacity je součást elektronického měřícího zařízení používána k měření kondenzátoru. V závislosti na složitosti měřidla může buď pouze měřit kapacitu, nebo zjišťovat různé jiné parametry jako ztráty, ekvivalentní sériový odpor a indukčnost (měřeného kondenzátoru).

## Jednoduchá měřidla
Mnoho digitálních voltmetrů obsahuje funkci pro měření kapacity. Tyto obvykle pracují s tím, že nabíjejí a vybíjejí kondenzátor známým proudem a měří rychlost změny napětí. Čím pomalejší rychlost nárůstu napětí, tím je měřená kapacita větší. Digitální multimetry obvykle měří kondenzátory v rozsahu od nanofaradů do několika set mikrofaradů.

## Můstky

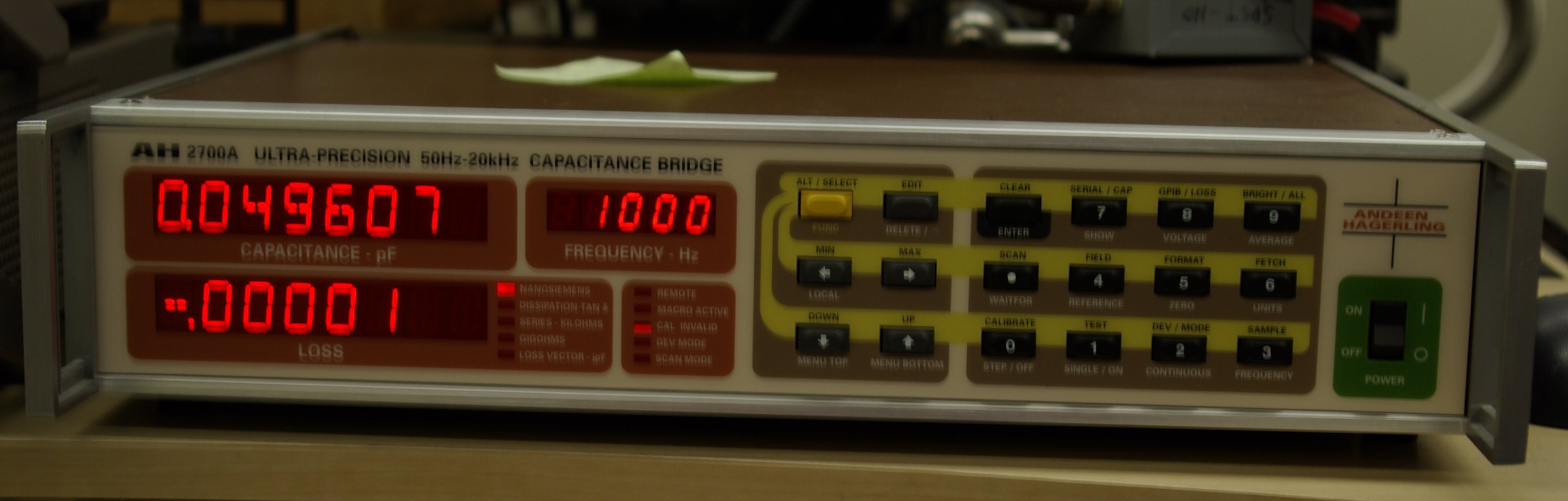
můstek Andeen-Hagerling 2700A

Složitější přístroje používají jiné techniky, jako měření kapacitoru jeho zapojením do obvodu měřicího můstku. Změnou hodnot součástek v ostatních větvích můstku se můstek dostane do vyváženého stavu, což je stav, kdy jsme ze známých hodnot součástek ve třech větvích můstku schopni určit hodnotu kapacity neznámého kondenzátoru. Můstek je také schopen podle požadavků měřit ostatní parametry (sériový odpor a indukčnost). Díky použití Kelvinovo propojení a dalších technik pro zpřesnění měření, jsou můstková zařízení schopna měřit kapacity od pikofaradů do jednotek faradů.